# Znamenskoe (Cecenia)
Znamenskoe (in russo Знаменское?; in ceceno: Чӏулга-Юрт) è un villaggio della Russia che si trova nella Repubblica Autonoma della Cecenia. È il centro amministrativo del distretto Nadterečnyj.
È situato sulla riva destra del fiume Terek, 65 km a nord-ovest della città di Groznyj.